# Dunn Loring (Virginie)
Dunn Loring est une census-designated place située dans le comté de Fairfax, dans l’État de Virginie, aux États-Unis. Lors du recensement de 2020, elle comptait 9 464 habitants.